# Velike Malence
Velike Malence este o localitate din comuna Brežice, Slovenia, cu o populație de 219 locuitori.